# Han Suyin
Han Suyin (chinesisch 韓素音 / 韩素音 Hán Sùyīn), Künstlername von Rosalie Elisabeth Kuanghu Chow (chin. Zhōu Guānghú 周光湖; * 12. September 1917 in Xinyang, China; † 2. November 2012 in Lausanne, Schweiz), war eine chinesische Ärztin und Autorin englischsprachiger Sachbücher über die Volksrepublik China und von Romanen, die in Ostasien spielen, sowie von autobiografischen Werken.

## Leben
Han Suyin wurde 1917 in Xinyang, Provinz Henan, Republik China als Zhōu Guānghú geboren. Ihr Vater gehörte zu dem Volk der Hakka und war ein Eisenbahningenieur. Ihre Mutter kam aus dem belgischen Flandern. Nach einer wegen des Ausbruchs des Zweiten Chinesisch-Japanischen Krieges abgebrochenen medizinischen Ausbildung in Peking und Brüssel arbeitete sie als Hebamme am Amerikanischen Christlichen Krankenhaus in Chengdu in der Provinz Sichuan. Sie heiratete 1938 den Kuomintang-General Tang Paohuang, der 1947 im chinesischen Bürgerkrieg getötet wurde. Das Paar adoptierte eine Tochter, die Yungmei oder Mei genannt wurde.
Von 1944 bis 1948 studierte Han Medizin in London. Während der frühen 1950er Jahre war Han Ärztin in Hongkong, wo der Roman Alle Herrlichkeit auf Erden entstand, ihr größter literarischer Erfolg, der mit Jennifer Jones und William Holden unter demselben Namen verfilmt wurde. Danach arbeitete sie in einer Tuberkuloseklinik in Johor Bahru in British Malaya. Nach der Scheidung von ihrem zweiten Ehemann Leonard Comber heiratete sie den indischen Oberst Vincent Ruthnaswamy, der am 3. Januar 2003 in Bangalore verstarb. In ihren letzten Lebensjahren wohnte sie in Lausanne.
Im Jahr 1966 wollte Han Suyin von Chengdu nach Lhasa (Autonomes Gebiet Tibet) reisen. Der Flug wurde jedoch eine Woche lang immer wieder verschoben, bis ihr klargemacht wurde, dass sie als Ausländerin nicht nach Tibet reisen dürfe, weil soeben die Kulturrevolution begonnen habe. Erst 1975 durfte sie nach Lhasa fliegen. Nach dieser Reise schrieb sie ein Buch, das 1977 in London verlegt wurde, über die Aufhebung der Leibeigenschaft in Tibet und die Umgestaltung des Autonomen Gebietes Tibet als einem Teil der kommunistischen Volksrepublik China.

## Werk
In Han Suyins Büchern spielen aktuelle kulturelle und politische Konflikte zwischen Ost und West in Asien eine zentrale Rolle. Unter anderem nimmt sie engagiert Stellung zu den Befreiungskriegen in Südostasien und zur Innen- und Außenpolitik des modernen China seit dem Ende der Kaiserzeit vor dem Hintergrund der Abhängigkeit der Region von ausländischen Kolonialmächten im 19. und 20. Jahrhundert.

### Ins Deutsche übertragene Werke (Auswahl)
mit englischem Originaltitel und Jahr der englischsprachigen Erstveröffentlichung

#### Romane
- Manches Jahr bin ich gewandert – Destination Chungking. 1943.
- Alle Herrlichkeit auf Erden – A Many-Splendored Thing. 1952, ISBN 3-87585-940-5.
- Wo die Berge jung sind – The Mountain is Young. 1958, ISBN 3-7844-1689-6.
- Eine Winterliebe – Winter Love. 1962.
- Wirf einen Schatten nur – Cast But One Shadow. 1962.
- Die vier Gesichter – Four Faces. 1963.
- Bis der Tag erwacht – Till Morning Comes. 1982.
- Die Zauberstadt – The Enchantress. 1985, ISBN 3-8135-0433-6.

#### Autobiografische Werke
- Der große Traum (auch: Die eiserne Straße) – The Crippled Tree. 1965, ISBN 3-8135-0700-9.
- Die Blume Erinnerung – A Mortal Flower. 1966.
- Zwischen zwei Sonnen. Erinnerungen eines Jahrzehnts – Birdless Summer. 1968, ISBN 3-548-23170-5.
- Nur durch die Kraft der Liebe – A Share of Loving. 1987, ISBN 3-442-09773-8.
- Der Wind ist mein Kleid – ... and the rain my drink. 1956, ISBN 3-8135-0688-6.

#### Sachbücher
- Das China Mao Tse-tungs – China in the year 2001. 1967.
- Die Morgenflut. Mao Tse-tung, ein Leben für die Revolution – The Morning Deluge: Mao Tse-Tung and the Chinese Revolution 1893–1953. 1972, ISBN 3-518-06734-6.
- Der Flug des Drachen. Mao Tse-tung und die Chinesische Revolution – Wind in the tower: Mao Tsetung and the Chinese revolution 1949–1975. 1976, ISBN 3-442-11209-5.
- Chinas Sonne über Lhasa. Das neue Tibet unter Pekings Herrschaft – Lhasa, The Open City: A Journey to Tibet. 1977, ISBN 3-502-17730-9.
- China 1890–1938. Eine historische Foto-Reportage – China 1890–1938: From the Warlords to World War. 1989, ISBN 3-88230-102-3.

## Ehrung
Suyin ist von der Kommunistischen Partei Chinas als Alte Freundin des chinesischen Volkes bezeichnet worden.